# Соитинъярви
Со́итинъя́рви (Сойтин-ярви, Сойтинъярви; фин. Soitinjärvi) — озеро на территории Лоймольского сельского поселения Суоярвского района Республики Карелия.

## Общие сведения
Площадь озера — 1,1 км². Располагается на высоте 176,3 метров над уровнем моря.
Форма озера лопастная, продолговатая: немного вытянуто с северо-запада на юго-восток. Берега изрезанные, каменисто-песчаные.
Из северо-западной оконечности озера вытекает река Соитинйоки, втекающая в озеро Палоярви, из которого уже вытекает река Палойоки, впадающая в реку Кескимйоки, которая впадает в реку Толвайоки, которая, в свою очередь, впадает в озеро Виксинселькя, из которого, далее, через реку Койтайоки воды, протекая по территории Финляндии, в итоге попадают в Балтийское море.
С северо-восточной стороны озера расположен один небольшой остров без названия.
Вдоль южного и юго-западного берегов озера проходит просёлочная дорога, идущая из посёлка Вегарус к госгранице.
Название озера переводится с финского языка как «музыкальное озеро».
Код объекта в государственном водном реестре — 01050000111102000011752.